# دارنيل كولز
دارنيل كولز (بالإنجليزية: Darnell Coles)‏ هو لاعب كرة قاعدة أمريكي، ولد في 2 يونيو 1962 في كاليفورنيا في الولايات المتحدة.

## وصلات خارجية
- دارنيل كولز على موقع دوري كرة القاعدة الرئيسي (الإنجليزية)
- دارنيل كولز على موقع الدوري الياباني لكرة القاعدة (الإنجليزية)
- دارنيل كولز على موقعبيزبول رفرنس.كوم (الدوري الرئيسي) (الإنجليزية)
- دارنيل كولز على موقعبيزبول رفرنس.كوم (الدوري الثانوي) (الإنجليزية)
- دارنيل كولز على موقع إي إس بي إن.كوم (أم.أل.بي) (الإنجليزية)
- دارنيل كولز على موقع مشجعي الرسوم البيانية (الإنجليزية)